# Wu Ti (tenista)
Wu Ti (čínsky pchin-jinem Wú Dí, znaky zjednodušené 吴迪, tradiční 吳迪; * 14. září 1991, Wu-chan, Chu-pej) je čínský profesionální tenista. Ve své dosavadní kariéře na okruhu ATP World Tour nevyhrál žádný turnaj. Na challengerech ATP a okruhu ITF získal do listopadu 2012 šest titulů ve dvouhře.
Na žebříčku ATP byl nejvýše ve dvouhře klasifikován v říjnunu 2012 na 176. místě a ve čtyřhře pak v lednu 2011 na 355. místě. Trénuje jej Lu Ling.
V utkání Davisova poháru 2011 proti Tchaj-wanu porazil 37. hráče světa Lu Jan-suna poměrem 6:4, 3:6, 3:6, 7:5, 9:7.
Na počátku sezóny 2012 byl spolu s Li Na členem čínského týmu na Hopmanově poháru, který prohrál všechny tři zápasy základní skupiny.

## Tituly na challengerech ATP a okruhu Futures
| Legenda         |
| --------------- |
| Challengery (0) |
| Futures (6)     |

### Dvouhra
| Č. | Datum           | Turnaj      | Povrch | Soupeř ve finále | Výsledek      |
| -- | --------------- | ----------- | ------ | ---------------- | ------------- |
| 1. | 16. ledna 2011  | Honghe      | tvrdý  | Joshua Milton    | 2–6, 7–5, 6–3 |
| 2. | 13. června 2010 | Ťia-sing    | tvrdý  | Gong Maoxin      | 7–5, 5–7, 6–4 |
| 3. | 16. ledna 2011  | Mengzi City | tvrdý  | Joshua Milton    | 2–6, 7–5, 6–3 |
| 4. | 22. dubna 2012  | Čcheng-tu   | tvrdý  | Ce Čang          | 6–1, 7–6(6)   |
| 5. | 27. května 2012 | Fu-čou      | tvrdý  | Ti Chen          | 6–1, 6–2      |
| 6. | 3. června 2012  | Gimcheon    | tvrdý  | Michael McClune  | 6–1, 6–1      |